# Afanítica

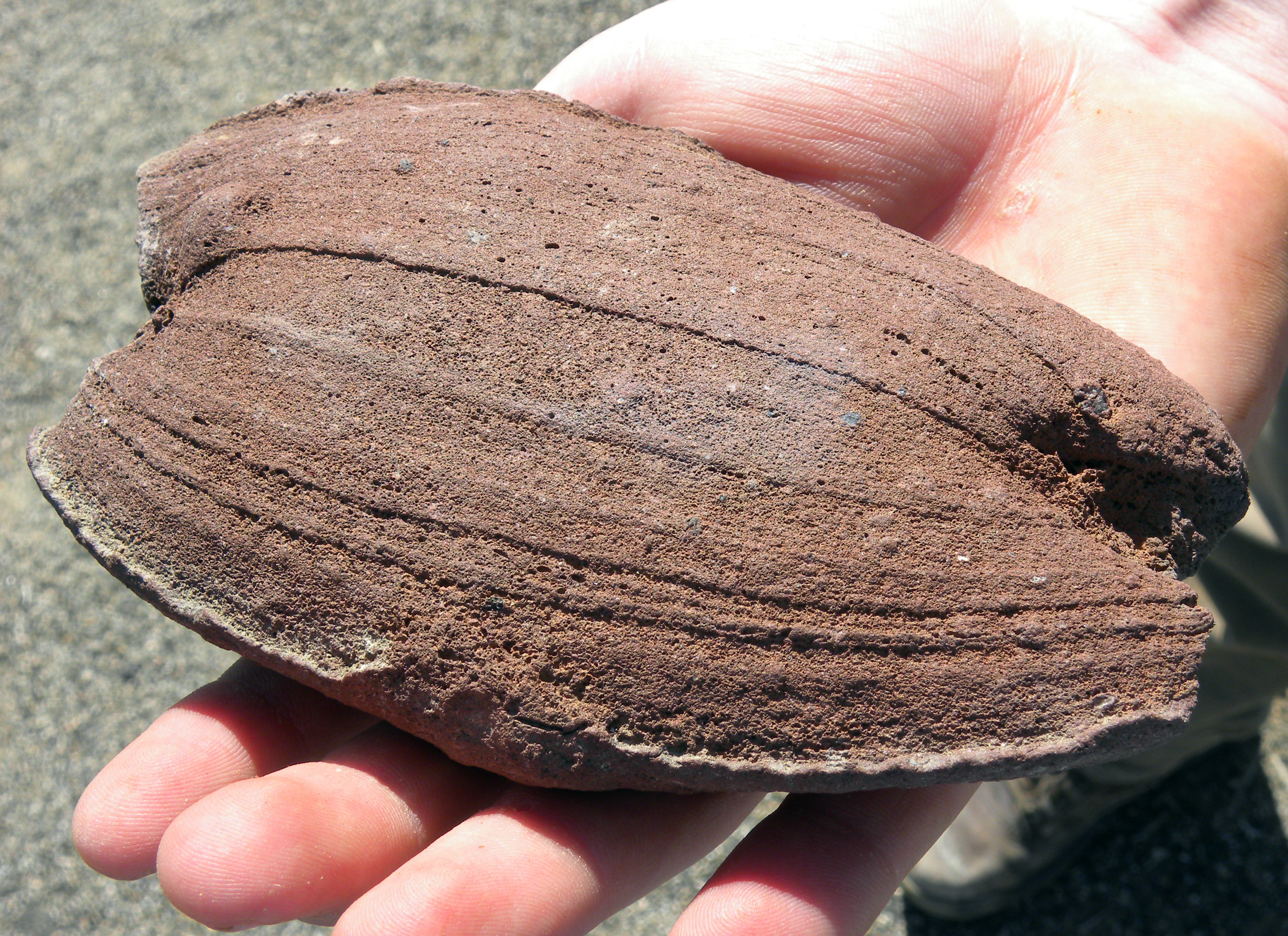
A textura suave desta bomba vulcânica basáltica é afanítica.

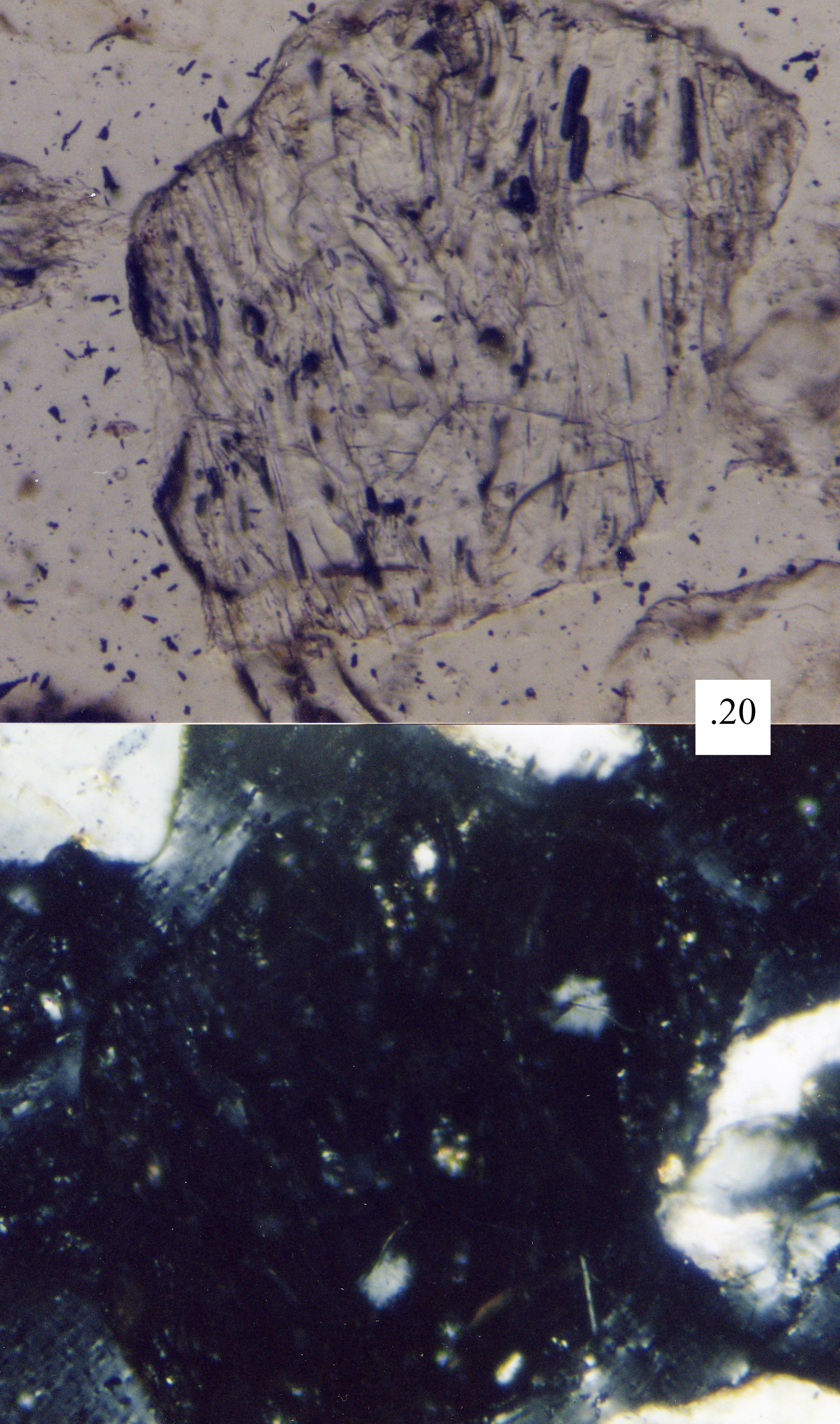
Um grão de areia vulcânica afanítica, com matriz de grão fino, visto ao microscópio petrográfico.

Afanítica (do grego αφανης, "invisível") é a designação dada em petrologia à textura das rochas, em geral rochas ígneas, que apresentam granulometria tão fina que os cristais da componente mineral não são detectáveis a olho nu. As rochas que apresentam esta estrutura são frequentemente designadas por afanitos.

## Descrição
A textura afanítica é típica da textura encontrada em rochas ígneas. Consiste numa massa constituída por cristais de pequena dimensão e sem forma definida, resultado do rápido arrefecimento, geralmente em ambiente vulcânico ou hipabissal, dos materiais que formaram a rocha. Naquelas circunstâncias, a rápida solidificação do material não permite que os cristais atinjam maior dimensão nem forma regular.
Apesar de serem constituídas por grãos cristalinos sub-microscópicos ou microscópicos, a textura destas rochas difere da que se observa nos vidros vulcânicos, como por exemplo na obsidiana, pois os vidros vulcânicos são materiais não-cristalinos (amorfos), tendo uma aparência vítrea.
Por vezes, no seio dessa massa, existem incrustações formadas por cristais de grandes dimensões, formando um tipo de textura conhecido em petrologia por textura porfirítica. Os afanitos são em geral porfiríticos, apresentando grandes cristais embebidos na matriz afanítica. As grandes inclusões são designadas fenocristais.
Elas consistem essencialmente em minerais de pequenas dimensões, como por exemplo feldspatos, com hornblenda ou augite, e podem também conter biotite, quartzo e ortoclase.
O adjectivo afanítico é em geral usado em oposição a fanerítico, a designação dada à textura das rochas ígneas nas quais os minerais são visíveis a olho nu.

## Rochas afaníticas
Entre outras, as seguintes rochas são em geral afaníticas:
- Andesito
- Basalto
- Basanito
- Dacito
- Felsito
- Fonolito
- Riolito
- Traquito